# 中子号火箭
中子号火箭是美国火箭实验室公司正在开发的一种中等运力的两级火箭。2021年3月1日宣布，该火箭被设计为可重复使用的并可向近地轨道运送8,000公斤（17,600磅）的有效载荷，并将重点关注不断增长的巨型卫星星座发送市场。该火箭预计将在2025年的某个时候投入使用。 火箭的两级都使用液氧和液态甲烷作为推进剂。

## 设计
火箭实验室在2021年3月的首次揭幕式上展出了中子号的早期设计，该火箭的高度为40米，有一个直径4.5米的载荷整流罩。火箭实验室表示，他们将让该火箭的一级可重复使用，并计划在大西洋的浮动着陆平台上着陆。
2021年12月2日，火箭实验室公布了中子号的修订后设计方案，其外观是锥形，最大直径为7米。
2023 年7月27日，火箭实验室网站上的新概念图显示了进一步的设计修改，有效载荷整流罩部分的数量从 4 个减少到 2 个，重新设计了着陆支架，并对火箭的整体形状进行了细微改动。减少有效载荷整流罩部分的数量，有利于简化整流罩开启机制，同时重新设计着陆支架能够优化在浮动平台上的着陆，从而提高发射可用性。重新设计的支架具有与猎鹰9号运载火箭着陆支架类似的折叠机制。